# 7鬼523
7鬼523是一款扑克牌游戏，流行于中国各地，由争上游改编而来。其特点是每人每次拥有五张牌，然后以补牌的形式轮流出牌。该游戏的种类可以是计分制，也可以只比谁先出完牌来决定胜负。

## 规则
参赛人数为2~5人，可以使用一副牌或两副牌来比赛（含鬼牌）。
如果是计分规则，则同五十K一样5、10、K分别表示5、10、10分（和五十K不同的是，手中剩余未出的5、10、K不扣分）。
从任意一家开始出牌，下家要出与上家相同的牌型且比上家大才有效，否则放弃。其他人都放弃后，这个人开始新出牌（如果是计分规则则打出来的5、10、K归于此人当分数计算）。

## 牌型
单张、对子、三张、四张。

## 牌型比较
7＞大王＞小王＞5＞2＞3＞A＞K＞Q＞J＞10＞9＞8＞6＞4
同数字大小的，比较花色：黑桃＞红心＞梅花＞方片